# Tiberiu Morariu (filolog)

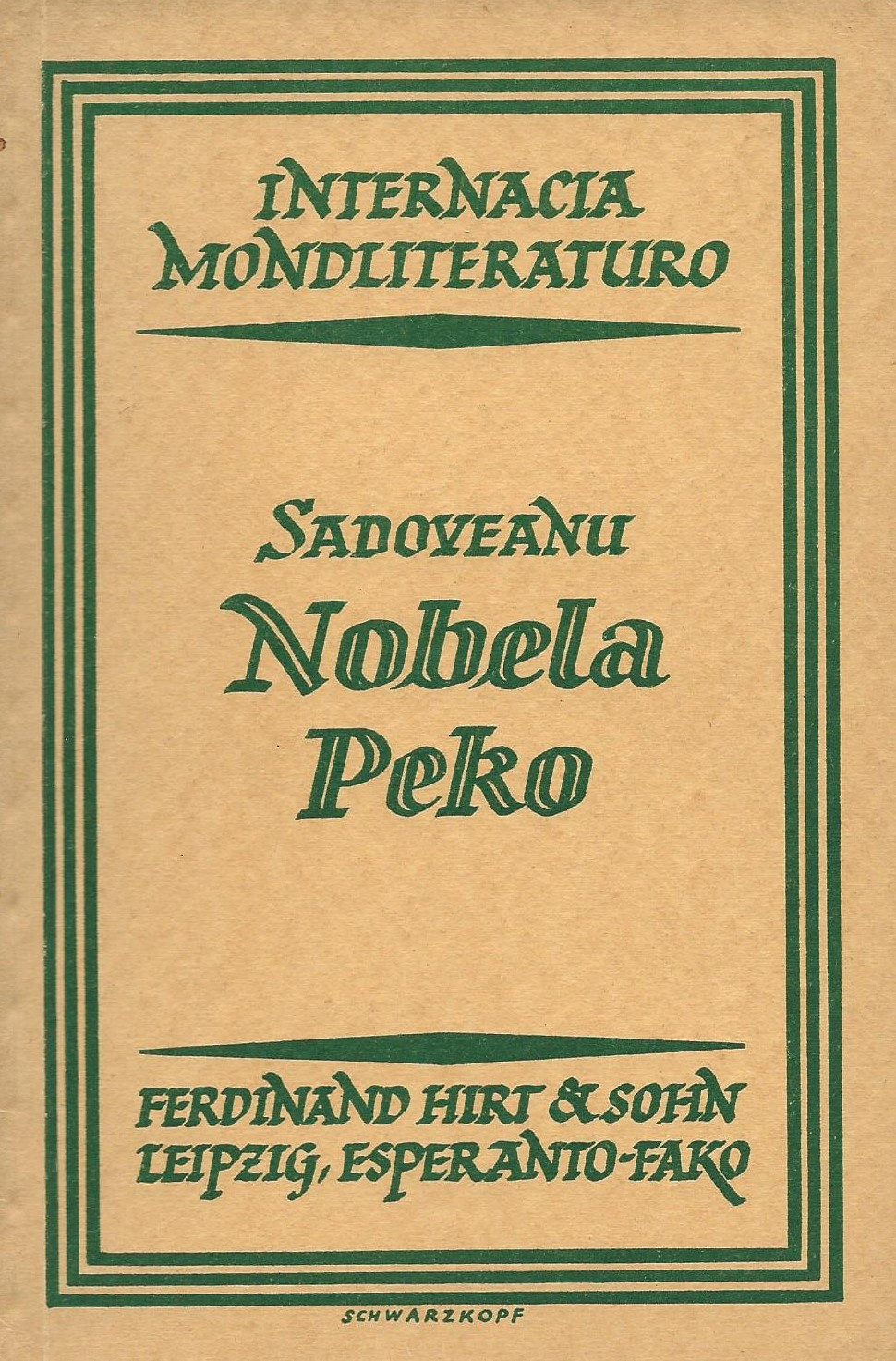
Coperta cărții Nobela Peko (Păcat boieresc) de Mihail Sadoveanu, tradusă în esperanto de Tiberio Morariu și publicată în anul 1929 la Leipzig

Tiberiu Morariu, menționat și sub forma Tiberio Morariu, (n. 28 septembrie 1901, Kassa, Austro-Ungaria – d. 4 iulie 1987, Stockholm, Suedia) a fost un filolog român, profesor de esperanto, colaborator la diferite ziare, fratele esperantistei Eugenia Morariu.

## Biografie
S-a născut la 28 septembrie 1901 în orașul Cașovia din Austro-Ungaria (în prezent orașul Košice din Slovacia), dintr-un tată român și o mamă unguroaică. A avut o soră mai mică pe nume Eugenia (1903–1977), care s-a născut tot la Cașovia, la 28 martie 1903.
A studiat esperanto în anul 1921, împreună cu sora lui, la un curs ținut de preotul catolic Andreo Cseh. A fost secretar al Clubului de Esperanto din Cluj în anii 1921–1923 și apoi secretar al Centrului Român de Esperanto din București în perioada 1923–1928. A ținut cursuri de esperanto după metoda Cseh în România în perioada 1922–1928, iar în 1924 a predat un curs de esperanto la Școala de Poliție din București. Tiberiu Morariu a fondat în 1924 Institutul Esperanto al României, fiind primul său director. A îndeplinit funcțiile de reprezentant al României în cadrul Asociației Universale de Esperanto (UEA) și secretar al Institutului Român de Limba Esperanto din Cluj.
În anul 1928 a plecat să predea esperanto în Suedia, ținând cursuri pentru profesori la Stockholm, Helsingborg și Odense în perioadele 1928–1931 și 1933. S-a îndrăgostit de o suedeză pe nume Lizzie Andersson și, după ce s-a căsătorit cu ea, s-a stabilit în Suedia și a obținut ulterior cetățenia suedeză. Cei doi soți au predat apoi cursuri de esperanto în diferite țări.
Tiberiu Morariu s-a făcut cunoscut, de asemenea, ca scriitor, publicând schițe și nuvele originale, precum și traduceri, în Esperanto Triumfonta și mai târziu în Heroldo de Esperanto, Esperanto și Literatura Mondo. A tradus fidel, printre altele, comedia O scrisoare pierdută a lui I.L. Caragiale (1923), nuvele artistice ale literaturii române precum „Niculăiță Minciună” de I.Al. Brătescu-Voinești („Niĉjo Mensogulo”, 1927) și „Păcat boieresc” de Mihail Sadoveanu („Nobela Peko”, 1929), care au fost premiate de Akademio de Esperanto, volumul de versuri Clopote și tunuri al lui Emil Isac (Sonorilo kaj kanono: poemaro en prozo, 1930). În anul 1931 a fost premiat ca orator de esperanto la cel de-al XXIII-lea congres universal de esperanto de la Cracovia.

## Scrieri

### Traduceri
- I.L. Caragiale, O scrisoare pierdută, Antwerpen, 1923;[5]
- Mihail Sadoveanu, „En Arbaro Petrisoara” („În pădurea Petrișorului”), Esperanto..., Geneva, 1925;[6]
- I. Al. Brătescu Voinești, Niĉjo Mensogulo kaj aliaj noveloj (Niculăiță Minciună și alte nuvele), Rudolf Mosse, Berlin, Esperanto-Fako, col. „Biblioteko tutmonda” (nr. 10), 1927, 64 p. Conține prefața „I. Al. Brătescu-Voinești (Antaŭparolo)” („Prefață”, pp. 3-4) și povestirile „Niĉjo Mensogulo” („Niculăiță Minciună”, pp. 5-30), „«Al vojaĝanto decas vojiro»” („Călătorului îi șade bine cu drumul”, pp. 31-40), „La ideto” („Puiul”, pp. 41-45), „La pelto de Isaja” („Blana lui Isaia”, pp. 46-53), „Niketo” („Nicușor”, pp. 54-60) și „La najtingalo” („Privighetoarea”, pp. 61-63);[7]
- Mihail Sadoveanu, Nobela Peko (Păcat boieresc), Ferdinand Hirt & Sohn, Leipzig, col. „Internacia mondliteraturo” (nr. 21), Esperanto-Fako, 1929, 63 p.[6] Conține prefața „Antaŭparolo” („Prefață”, pp. 6-8), „Teknikaj Rimarkoj de la Tradukinto” („Note tehnice ale traducătorului”, p. 8) și povestirile Nobela Peko („Păcat boieresc”, pp. 9–48), „En Arbaro Petriŝor” („În pădurea Petrișorului”, pp. 49–57) și „La Sciigantoj” („Colindătorii”, pp. 58–63);[8]
- Emil Isac, Sonorilo kaj kanono : poemaro en prozo (Clopote și tunuri : poeme în proză), Heroldo de Esperanto, Köln, 1930, 59 p.